# Cheri Elliott
Cheri Elliott (ur. 17 kwietnia 1970 w Citrus Heights) – amerykańska kolarka górska, brązowa medalistka mistrzostw świata.

## Kariera
Największy sukces w karierze Cheri Elliott osiągnęła w 1998 roku, kiedy zdobyła brązowy medal w downhillu podczas mistrzostw świata w Mont-Sainte-Anne. W zawodach tych wyprzedziły ją dwie Francuzki: Anne-Caroline Chausson oraz Nolvenn Le Caer. Był to jedyny medal wywalczony przez Elliott na międzynarodowej imprezie tej rangi. Amerykanka nigdy nie wystąpiła na igrzyskach olimpijskich.
Cheri Elliott była jedną z najważniejszych postaci kobiecego BMX w latach 80. XX wieku, startując w zawodach jako reprezentantka zespołu Skyway. Była znana z płynnego i dynamicznego stylu jazdy, który dorównywał najlepszym mężczyznom w tej dyscyplinie. Jej znak rozpoznawczy to biały rower marki Skyway z czarnymi kołami Skyway Tuff Wheels. Cheri wyróżniała się nie tylko szybkością, ale również umiejętnością wykonywania skoków z zachowaniem pełnej kontroli nad rowerem, a także charakterystycznym uśmiechem.